# 缅因湾
缅因湾（英語：Gulf of Maine）是大西洋西部、美国和加拿大之间的一个大海湾，湾内最大水深200米，自然环境好，又有陆上径流注入，鱼类资源丰富。美国和加拿大在60至70年代曾为该地区的大陆架划界和渔业资源发生过争执，由国际法院于80年代作出裁决解决。
其名来自缅因省殖民地，可以分为马萨诸塞湾、佩诺布斯科特湾、帕萨马科迪湾、芬迪湾等。